# Koninklijke Zwemclub Scaldis
Il Koninklijke Zwemclub Scaldis, abbreviato anche con KZSA, è stata una società pallanuotistica belga. Essa vanta di aver conquistato nella sua storia tre campionati belgi. Nel 1999, fondendosi con il Koninklijke Antwerpse Zwemclub, ha dato vita al Koninklijke Antwerpse Zwemclub Scaldis, club attualmente militante in Division I.

## Storia
Fondato nel 1948 ad Anversa, il Koninklijke Antwerpse Zwemclub ha avuto il suo momento di massimo splendore negli anni settanta, nel triennio tra il 1973 e il 1975. In questi tre anni vinse consecutivamente i suoi unici tre titoli, interrompendo il predominio dell'Antwerpse che andava avanti da tre anni, e che riprese nel 1976. Dopo questi tre titoli consecutivi il club non vinse più nulla a livello nazionale, fino a quando nel 1999 non si fuse con l'Antwerpse per dar vita alla nuova società.

## Palmarès

### Competizioni nazionali
- Campionato belga: 3

1973, 1974, 1975